# Aegus alternatus
Aegus alternatus là một loài bọ cánh cứng trong họ Lucanidae. Loài này được Fairmaire mô tả khoa học năm 1881. Loài này chủ yếu sống ở quần đảo Carolina